# Aleksandr Jaroszuk
Aleksandr Georgijewicz Jaroszuk (ros. Александр Георгиевич Ярошук, ur. 15 listopada 1965 w Królewcu) – rosyjski polityk i samorządowiec, szef okręgu miejskiego Królewca (2007–2018), przewodniczący Okręgowej Rady Deputowanych (od 2006) oraz deputowany do Dumy Państwowej Federacji Rosyjskiej (od 2018).

## Życiorys
W 1988 ukończył Wyższą Szkołę Marynarki Wojennej w Królewcu. Służył we Flocie Północnej Armii Radzieckiej (do 1991). Od 1992 zajmował się biznesem. W 1995 założył spółkę „Baucentr”, zajmującej się sprzedażą materiałów budowlanych, później również „Bałtkommercstroj”. W 1998 objął obowiązki doradcy mera Królewca ds. gospodarczych. W 2001 uzyskał mandat radnego Rady Miejskiej w Królewcu III kadencji. Pięć lat później uzyskał reelekcję, został wybrany przewodniczącym Rady Deputowanych w mieście.
Jest członkiem Jednej Rosji. Od 2002 pełni obowiązki sekretarza jej oddziału w Królewcu. Zaangażowany w działalność społeczną, zasiada w prezydium Związku Przemysłowców i Przedsiębiorców (Pracodawców) Obwodu Królewieckiego. Był jednym z założycieli „Bałtyckiego Klubu Biznesu” (ros. Балтийский деловой клуб, Bałtijskij diełowoj kłub). Był również przewodniczącym oddziału obwodowego Federacji Walki Wręcz. W 2002 uzyskał stopień MBA w Międzynarodowym Instytucie Biznesu w Sankt-Petersburgu.
W wyborach z 3 grudnia 2007 został wybrany na mera Królewca. W I turze otrzymał 52,03% głosów, jego kontrkandydat Jewgienij Gan 16,58%. Swoje obowiązki objął 22 grudnia 2007.
Od 9 września 2018 pełni funkcję deputowanego do Dumy Państwowej Federacji Rosyjskiej.